# Station Daber Nord
Station Daber Nord was een spoorwegstation in de Poolse plaats Dobra aan de voormalige smalspoorlijn naar Nowogard. De lijn werd na de Tweede Wereldoorlog in 1945 niet meer heropend.